# Alexandre Fayollat
Alexandre Fayollat (Alexandre Jules Fayollat; * 6. März 1889 in Grenoble; † 12. April 1957 in Paris) war ein französischer Langstreckenläufer.
Bei den Olympischen Spielen 1908 gehörte er zur französischen Mannschaft, die im Mannschaftslauf Bronze gewann, erreichte selbst allerdings im Finale nicht das Ziel.

## Persönliche Bestzeiten
- 1500 m: 4:14,0 min, 23. Mai 1909, Paris
- 5000 m: 15:53,0 min, 25. April 1909, Paris
- 10.000 m: 33:05,0 min, 11. Oktober 1908, Vanves